# КантріСайд (Вірджинія)
КантріСайд (англ. CountrySide) — переписна місцевість (CDP) в США, в окрузі Лаудун штату Вірджинія. Населення — 10 418 осіб (2020).

## Географія
КантріСайд розташований за координатами 39°3′7″ пн. ш. 77°24′45″ зх. д. / 39.05194° пн. ш. 77.41250° зх. д. (39.051885, -77.412564).  За даними Бюро перепису населення США в 2010 році переписна місцевість мала площу 6,72 км², з яких 6,67 км² — суходіл та 0,05 км² — водойми.

## Демографія
Згідно з переписом 2010 року, у переписній місцевості мешкали 10 072 особи в 3593 домогосподарствах у складі 2609 родин. Густота населення становила 1500 осіб/км².  Було 3698 помешкань (551/км²).
Расовий склад населення:
| - 73,0 % — білих - 10,3 % — азіатів - 6,9 % — чорних або афроамериканців - 0,2 % — корінних американців - 0,1 % — вихідців з тихоокеанських островів - 5,3 % — осіб інших рас |

До двох чи більше рас належало 4,1 %. Частка іспаномовних становила 14,9 % від усіх жителів.
За віковим діапазоном населення розподілялося таким чином: 26,1 % — особи молодші 18 років, 68,6 % — особи у віці 18—64 років, 5,3 % — особи у віці 65 років та старші. Медіана віку мешканця становила 34,5 року. На 100 осіб жіночої статі у переписній місцевості припадало 97,5 чоловіків;  на 100 жінок у віці від 18 років та старших — 95,4 чоловіків також старших 18 років.
Середній дохід на одне домашнє господарство  становив 134 182 долари США (медіана — 110 851), а середній дохід на одну сім'ю — 152 480 доларів (медіана — 133 516). Медіана доходів становила 74 741 долар для чоловіків та 55 074 долари для жінок. За межею бідності перебувало 1,9 % осіб, у тому числі 0,4 % дітей у віці до 18 років та 2,7 % осіб у віці 65 років та старших.
Цивільне працевлаштоване населення становило 6102 особи. Основні галузі зайнятості: науковці, спеціалісти, менеджери — 22,0 %, освіта, охорона здоров'я та соціальна допомога — 17,2 %, роздрібна торгівля — 12,4 %, мистецтво, розваги та відпочинок — 10,1 %.